# Wijkia penicillata
Wijkia penicillata là một loài Rêu trong họ Sematophyllaceae. Loài này được (Mitt.) H.A. Crum miêu tả khoa học đầu tiên năm 1971.